# مدرس الدعم

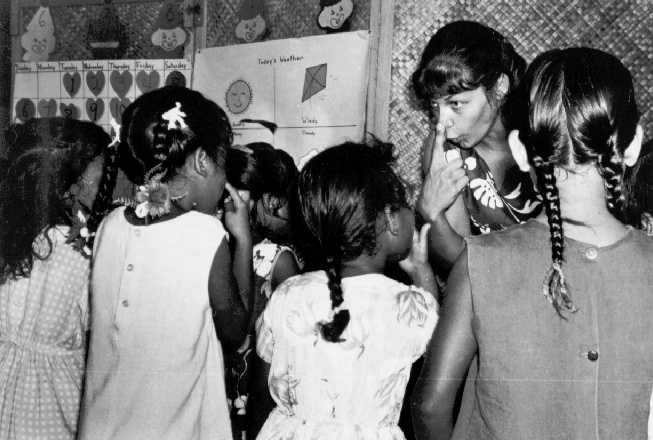
المعلم في الفصول الدراسية

مدرس الدعم (بالإيطالية: insegnante di sostegno)‏ في إيطاليا هو مدرس متخصص يتم تعيينه في الفصل في حالة وجود تلميذ معاق بهدف تعزيز الإدماج.
أصبح وجوده أساسيًا في التعليم الإلزامي الإيطالي وفقًا للقانون رقم 4 في أغسطس 1977 ن 517 المادة 7، حول «قواعد تقييم التلاميذ وإلغاء امتحانات الجبر وكذلك القواعد الأخرى لتعديل النظام المدرسي».
كارلو سكادانيلى في كتاب الدعم الذي يسمى"هو فوضى هادئة": وأنا لا أغير وظيفتي، وقال أنه يعرف الدعم بأنه نوع من" الفوضى الهادئة"، وهو تباطؤ غير منتظم [...] لا شيء بسيط أو واضح، لا شيء هو نفسه مرتين على التوالي. لا تفتح الباب حتى تدخل الفصل في الصباح: كل شيء دائمًا اكتشاف جديد".

## التاريخ
تم تقديم الالتزام من خلال إصلاح غير اليهود في عام 1923 والذي تضمن فقط المكفوفين والصم، وبعد حوالي 10 سنوات شمل التعليم الفصول الدراسية التفاضلية والمدارس الخاصة وفي الحالات الشديدة المعاهد الخاصة، ساد جانب الانقسام في فترة ما بعد الحرب الثانية بين أواخر الستينيات وأوائل السبعينيات، فوُضِع الأطفال المكفوفين في المدارس المشتركة، وبالتالي التغلب على جانب الانقسام والانفصال.
في عام 1968 روج النائب فوشى لإدخال التلاميذ المعوقين في المدارس المشتركة، ولكن في أقسام خاصة (رياض الأطفال)، وفي فصول خاصة (مدرسة إلزامية) وفي أقسام خاصة (معهد مهني)، ولأصحاب الإعاقات الخطيرة فقط كانت عمليات الإدراج في المدارس الخاصة لا تزال متوقعة، في عام 1975 شكّلت السيناتور فالكوكسي نقطة تحول جذرية في الدعم المدرسي، حدث هذا من خلال إعلان السيناتور عن طريقة جديدة لفهم المدرسة: كان على جميع الأطفال حضور دروس مشتركة.
قانون 4 أغسطس 1977 ن.517 حدد وجود المعلمين المتخصصين في المدارس الابتدائية والمتوسطة كدعم للتلاميذ ذوي الإعاقة، كان لابد من الحصول على درجة التخصص في نهاية الدورة النظرية والعملية التي استمرت عامين والتي كان من المقرر تنفيذها في المدارس أو المعاهد المعترف بها من قبل وزارة التعليم العام، في عام 1977 صدر مرسوم وزاري سرد التوجيهات التربوية والتعليمية لهذه الدورات، حُدِّدَت 600 ساعة لمجال المعلومات (علم النفس، علم التربية، المنهجية والتدريس، الجوانب التشريعية وما إلى ذلك) و700 ساعة لمجال التدريب (تجارب المجموعة، التدريب المهني لا يقل عن 400 ساعة)، استُخدِم مصطلح «مدرس الدعم» لأول مرة في التعميم الوزاري في عام 1979 والذي تم فيه تعريف الشخص الذي يتولى هذا الدور بأنه معلم كامل وليس عنصرًا إضافيًا، وحُدِّدَ ذلك أيضًا كان على المجتمع المدرسي بأكمله أن يشارك في الدعم.

## الانضباط التنظيمي
يضع الدستور الإيطالي الأساس للمدرسة الإيطالية الشاملة، وبالتالي يضمن التعليم ويجعله إلزاميًا (لمدة لا تقل عن ثماني سنوات) ومجانيًا للجميع، وتقع على عاتق الدولة مهمة إزالة ما يعيق حرية الناس وتطورهم الكامل، تم تأسيس شخصية معلم الدعم على هذه المبادئ الأساسية التي ينظمها القانون لاحقًا 5 فبراير 1992 ن.104، يُعرَّف المعلم الداعم على أنه شخصية يتم توجيه دورها للصف بأكمله الذي يتم فيه تسجيل التلميذ ذوي الإعاقة.
في عام 2009 صدَّقت إيطاليا على اتفاقية الأمم المتحدة لحقوق الأشخاص ذوي الإعاقة والتي بموجبها يجب أن يحصل الأشخاص ذوو الإعاقة على الدعم اللازم في نظام التعليم، تنص هذه الاتفاقية المستندة إلى نموذج التصنيف الدولي للأداء (ICF) (التصنيف الدولي للوظائف والإعاقة والصحة لعام 2002) على أن مدرس الدعم يتدخل في مختلف مكونات الصحة ليس فقط مع التلميذ ولكن أيضًا وقبل كل شيء على العوامل السياقية.
أُعيد تعريف المرسوم التشريعي في 13 أبريل 2017 ن.66 الذي يعترف بمعلم الدعم كمعلم موجود في المدارس الإيطالية متخصص في التربية الخاصة لدمج التلاميذ ذوي الإعاقة المعتمدة.

### التدريب
يجب أن يكون مدرس دعم رياض الأطفال والمدارس الابتدائية متخصصًا في أنشطة دعم التدريس، دورة التخصص في التربية والتعليم الخاص هي دورة سنوية تتكون من 60 ساعة معتمدة (CFU) منها 12 يُحصَل عليها من خلال 300 ساعة من التدريب، يتم تنشيط هذا التدريب في الجامعات حيث توجد دورات ماجستير في التعليم الابتدائي، متطلبات الوصول إلى الدورة حيازة شهادة في التعليم الابتدائي و60 ECTS في مجال تدريس التضمين.
نظرًا لنظام قائم أيضًا على بدائل مؤقتة ففي حالة استنفاد التصنيفات يمكن لمديري المدارس أيضًا تعيين معلمين دون تخصص أو مؤهل دون الخبرة والتدريب اللازمين بالاستناد إلى تصنيفات معهد أو ما يسمى بـ MAD.

## الوظائف والمهارات
إنه ليس مدرسًا للتلميذ الوحيد المعاق، لكنه معلم الصف بأكمله الذي عُيِّن فيه لأن هناك احتياجات تعليمية أكبر تتطلب وجود معلمين مؤهلين محددين.

### الوظائف

العمل بروح الفريق الواحد.

يتم تعيين معلم دعم للفصل حيث يفترض أنه يشارك في الملكية وليس فقط لتلاميذ معينين، الهدف من ذلك هو تنفيذ تدخلات التكامل من خلال إستراتيجيات منهجية تعليمية محددة مع معلمي المناهج الآخرين، لأنهم معًا مسؤولون عن تنفيذ عملية التكامل المدرسي، «كما هو معروف جيدًافإن وظيفة مدرس الدعم تُمثِّل المورد الأساسي الذي من خلاله يتشكل تكامل المدارس، يتوافق إدراج التلاميذ ذوي الإعاقة في الفصول مع الكرامة المهنية المتساوية بين المعلمين داخل الهيئات الجماعية بالمدرسة والتي تتم إضافتها بالنسبة لفئة الأساتذة (الداعمين) والاعتراف بالمسؤولية الفنية مع التعبير عنها باحترام لإدارة الطبقات التي يعملون فيها كأخصائيين، ومن الصعب التأكيد على أن المعلم المتخصص يجب أن يكون وقبل كل شيء وسيطًا تعليميًا، كما يجب أن يكون لديه المعرفة والوعي بالمبدأ التأويلي وأن يمتلك مهارات الاتصال» (جيوفاني بوكشيري، السكرتير الفني الأول للوزير جيلميني عام 2010).
تُعد وظيفة معلم الدعم المشاركة من جميع النواحي في الاجتماعات والاجتماعات مع الأهل والأصوات، يتابع شخصيًا العلاقات مع عائلة الطفل المعاق من خلال بناء علاقة ثقة، وعلاوة على ذلك فإنه يقارن نفسه مع غيره من المهنيين المحليين مثل موظفي ASL (مثل الطب النفسي العصبي) والوسطاء والمربين، تهدف المقارنة مع هذه الأشكال المختلفة إلى تعزيز صفات الطفل التي يُنظر إليها كمنظور يضمن له مستقبلًا بالغًا ومستقلًا.
إنها جزء من وحدة التقييم المتعدد التخصصات (DPR 24/02/1994 المادة 4) التي تساهم في وضع خطة العملية (التي تجمع بين التشخيص الوظيفي والتشكيل الوظيفي الديناميكي من 1 يناير 2019) بشأن المهارات والتدابير المناسبة لإدماج الطفل المعاق في المدارس، هذه الوثيقة تحضيرية للخطة التعليمية الفردية (PEI).

### المهارات
للتعامل مع المواقف المتعددة لواجبه، يجب أن يتمتع مدرس الدعم بالمهارات التالية:
1. المهارات النظرية العملية في مجال التدريس والتدريس الخاص
2. المهارات البيداغوجية النفسية في نماذج الإعاقة
3. الكفاءات في مجال علم أصول التدريس
4. المعرفة والمهارات في أساليب التفاعل والعلاقة التعليمية مع التلاميذ في الفصل من خلال تعزيز العلاقات المؤيدة للمجتمع بينهم وبينهم وبين المجتمع المدرسي
5. المهارات التربوية لديناميات الأسرة وطرق المشاركة والتعاون مع الأسر
6. المعرفة النظرية والعملية للنهج متعدد التخصصات لدراسة التفاعل بين العقل والجسم، والنفسية والسلوك وتعلم الإنسان
7. المعرفة النظرية العملية فيما يتعلق بعمليات الاتصال
8. الألفة والكفاءة النظرية العملية مع منهجيات المحاكاة والملاحظة والتجريبية
9. القدرة على تحليل وفهم العمليات المعرفية على المستوى الفردي والجماعي، في ظروف الإعاقة وليس
10. مهارات المشاركة في وضع مشاريع ابتكارية ورصدها ومشاركتها بشكل مشترك بهدف تعزيز عملية التكامل داخل سياق الفصل الدراسي
11. المهارات التعليمية التربوية والخاصة (أيضًا للإعاقات الحسية والإدراكية) في المجالات العلمية والإنسانية والأنثروبولوجية، وفي النهج التعاونية الفوقية والتعاونية
12. مهارات تربوية نفسية للتدخل في الاضطرابات العلائقية والسلوكية
13. المهارات التعليمية والتدريبية في الإدارة المتكاملة لمجموعة الصف
14. مهارات لرصد وتقييم التدخلات التعليمية والتدريبية
15. الكفاءات القانونية والتنظيمية المتعلقة بإدماج المدارس وحقوق الإنسان
16. المهارات التعليمية مع تقنيات المعلومات الجديدة
17. مهارات التواصل والتعاون مع الزملاء ومشغلي الخدمات الاجتماعية والصحية
18. الكفاءات التربوية التعليمية لتحقيق أشكال فعالة وكفوءة لإضفاء الطابع الشخصي على الدورات التدريبية وتخصيصها
19. الكفاءة التربوية في تطوير IEP لمشروع الحياة
20. مهارات التدريس التي تهدف إلى تطوير مهارات الاتصال واللغة
21. مهارات الملاحظة والتقييم لمختلف جوانب الأداء البشري وفقًا لنهج ICF لمنظمة الصحة العالمية[19]

### الخطة التعليمية الفردية (IEP)
تُعَدّ خطة تعليمية فردية في بداية العام الدراسي بواسطة مدرس الدعم مع أعضاء المدرسة وأعضاء الفريق الطبي الذي يعالج الطفل المعاق وأسرته، إنها وثيقة مهمة تهدف إلى تحديد الأهداف التعليمية والتدريسية للطالب وهي وثيقة ديناميكية، يتحقق مدرس الدعم باستمرار خلال العام من تقدم مسار التلميذ، وإذا رأى ذلك مناسبًا فيمكنه طلب التعديل، يتم وضع معايير التحقق والتقييم أيضًا ضمن IEP.

## الملف الأوروبي الشامل للمعلمين

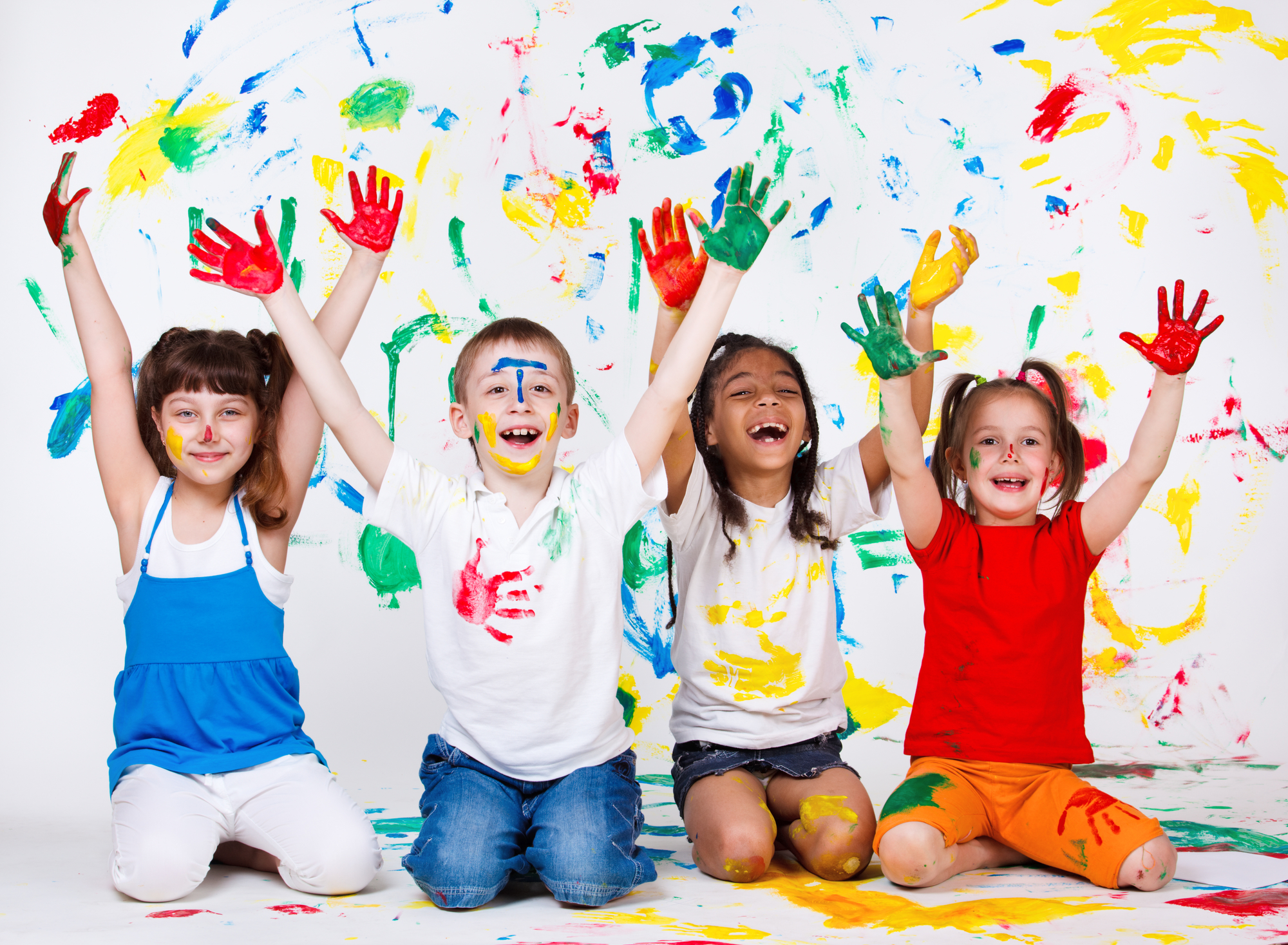
إدراج المدرسة

في عام 2012 بعد دراسة صدرت المبادئ التوجيهية من قبل الوكالة الأوروبية لتطوير التعليم للتلاميذ المعوقين لتحديد المهارات الأساسية اللازمة لأولئك الذين يرغبون في أن يصبحوا معلمين جامعين، المعلم الجامعي ليس فقط المعلم الداعم، ولكن كل مدرسو المناهج الدراسية هم كذلك، كونك شاملاً يعني احترام الفردية والأصالة لكل تلميذ وليس فقط أولئك الذين يحملون شهادة الإعاقة.
أولاً تم تحديد القيم الأساسية للتدريس وهي: تقييم تنوع التلاميذ ودعم التلاميذ والعمل الجماعي والتحديث المستمر لكل قيمة، تم تحديد مجالات الكفاءة التي تتكون من السلوكيات والمعرفة والمهارات المرتبطة بها:
1. تقييم تنوع التلميذ - الفرق بين التلاميذ هو مورد:
- آراء شخصية حول سلامة التلميذ وتنوعه.
- الآراء الشخصية حول الاختلاف في التعلم.

2. دعم التلاميذ - يجب أن يكون لدى المعلمين توقعات كبيرة للنجاح الأكاديمي للتلاميذ:
- تشجيع التعلم الأكاديمي والعملي والاجتماعي والعاطفي للتلاميذ.
- استخدم طرق التدريس الفعالة في الفصول غير المتجانسة.

3. العمل الجماعي - النهج الأساسي:
- العمل مع أولياء الأمور والأسر.
- العمل مع غيرهم من المهنيين.

4. التحديث المستمر - التعليم نشاط تعليمي ويتحمل المعلم مسؤولية التعلم بشكل دائم:
- المعلمون كممارسين عاكسين مثل التفكير في التدريس والحياة المدرسية يجعل العمل مع أولياء الأمور وغيرهم من الزملاء والمهنيين أكثر فعالية.
- التدريب الأولي هو أساس التحديث والتطوير المهني اللاحق.

ثم يتم تطوير كل مهارة بالتفصيل في جوانبها العديدة.
يجب أن تشكل هذه الخطة بقصد المروجين، الأساس لتصميم وتنفيذ برامج التدريب الأولية.